# Iola (Wisconsin)
Iola es una villa ubicada en el condado de Waupaca en el estado estadounidense de Wisconsin. En el Censo de 2010 tenía una población de 1.301 habitantes y una densidad poblacional de 273,45 personas por km².

## Geografía
Iola se encuentra ubicada en las coordenadas 44°30′35″N 89°7′2″O / 44.50972, -89.11722. Según la Oficina del Censo de los Estados Unidos, Iola tiene una superficie total de 4.76 km², de la cual 4.32 km² corresponden a tierra firme y (9.15%) 0.44 km² es agua.

## Demografía
Según el censo de 2010, había 1.301 personas residiendo en Iola. La densidad de población era de 273,45 hab./km². De los 1.301 habitantes, Iola estaba compuesto por el 98.46% blancos, el 0.15% eran afroamericanos, el 0.31% eran amerindios, el 0.23% eran asiáticos, el 0% eran isleños del Pacífico, el 0.15% eran de otras razas y el 0.69% pertenecían a dos o más razas. Del total de la población el 1.15% eran hispanos o latinos de cualquier raza.